# Кулябский областной комитет КП Таджикистана
Кулябский областной комитет КП Таджикистана — орган управления Кулябской областной партийной организацией, существовавшей в 1939—1955, 1973—1988 и 1990—1991 годах.
Кулябская область впервые создана 27.10.1939, 24.08.1955 упразднена, образованы районы республиканского подчинения. Вновь образована 29.12.1973, с 8.09.1988 по 1990 в составе Хатлонской области.
В декабре 1992 окончательно упразднена, территория вошла в состав Хатлонской области.

## Первые секретари обкома
- 1924—1925 гг. — Артиков Ш., ответственный секретарь партбюро Таджикского обкома в Кулябе
- 1925—1926 гг. — Курбанов Макс Каримович[1], ответственный секретарь партбюро Таджикского обкома в Кулябе
- 1927—1928 гг. — Милютин Андрей Анисимович, ответственный секретарь окружного партийного бюро
- 1928 г. — Азизов, ответственный секретарь окружного партийного бюро
- 1928 г. — Кармилицин, ответственный секретарь окружного партийного бюро
- 1928—1929 гг. — Козлов Ф. В., ответственный секретарь окружного комитета ВКП(б)
- 1929—1931 гг. — Масаидов, Мухаммеджан Мадалиевич, ответственный секретарь окружного комитета ВКП(б)
- 1939—1940 гг. — Сайко Виктор Антонович, ответственный секретарь окружного комитета-обкома ВКП(б)
- 1940—1941 гг. — Хусанджанов Бабаджан,
- 1941—1943 гг. — Соболь Борис Исаакович,
- 1943—1945 гг. — Шкарбан Иван Григорьевич
- 1945—1947 гг. — Михайлов Михаил Фёдорович,
- 1947—1948 гг. — Назаров Ибрагим,
- 1948—1952 гг. — Козлов, Николай Иванович,
- 1952 г.— Ульджабаев Турсунбай Ульджабаевич
- 1953—1955 гг. — Сафаров, Ахмед
- 1974 г. — Касымов Рахбар Рахматович
- 1974—1983 гг. — Хисамутдинов Ахмеджан Хисамутдинович
- 1983—01.1986 гг. — Хаёев Изатулло Изатуллоевич
- 6.01.1986—01.1988 гг. — Хасанов Салохиддин Хасанович
- 01.1990—1991 гг. — Мирзошоев, Султан Шарипович